# هنری چرنی
هنری چرنی (انگلیسی: Henry Czerny؛ زادهٔ ۸ فوریهٔ ۱۹۵۹) یک هنرپیشه اهل کانادا است.
از فیلم‌ها یا برنامه‌های تلویزیونی که وی در آن نقش داشته‌است می‌توان به پلنگ صورتی، آشوب، مأموریت غیرممکن، پسران وینسنت مقدس، طوفان یخ، کوانتیکو، وقتی که شب در حال سقوط است، راز کوچک ما و مجموعه تودورها اشاره کرد.